# دل و دشنه
دل و دشنه فیلمی به نویسندگی و کارگردانی مسعود جعفری جوزانی محصول سال ۱۳۷۳ است.

## خلاصه داستان
«سحربانو» یک دختر ایلیاتی است. او تصمیم گرفته‌است به خاطر شهادت برادرانش در جنگ تحمیلی هفت سال سیاهپوش باشد. مردم ایل که نگران «سحربانو» هستند. در مراسم سنتی «سیاه بردارون» با آوردن هدایایی از او می‌خواهند که لباس سیاه را از تن به درآورد، تا خواستگارانش بتوانند پا پیش بگذارند. برخلاف میل «سحربانو» جشن خواستگاری بر پا می‌شود و هفت خواستگارش برای جلب رضایت او در یک مسابقه تیراندازی سوارکاری به رقابت می‌پردازند. از سوی دیگر در همین زمان هفت مزدور به سرکردگی «ریش قرمز» برای تصاحب گنجی وارد قلمرو آن‌ها می‌شوند و پدر «سحربانو» به قتل می‌رسد و…

## بازیگران
- ساغر باصری
- شهرام زرگر
- محمد متوسلانی
- توران مهرزاد
- فردوس کاویانی
- احمدرضا اسعدی
- منوچهر آذر
- میرصلاح حسینی
- هوشنگ منصورخاکی
- ولی‌الله مؤمنی
- امیرحسین خان شهری
- محمدجواد بخشی زاده
- اصغر رحمانی
- افشین ستایشگر
- محمد تهامی نژاد
- جواد روشنایی
- زینت هوشیار